# Coppa Italia di beach soccer 2019
La Coppa Italia di beach soccer 2019 è stata la 20ª edizione della Coppa Italia di calcio da spiaggia, la 16ª sotto l’egida della FIGC.
Ad aggiudicarsi il trofeo è stato il Catania Beach Soccer, al quarto successo nella manifestazione e bissando il successo dell'edizione precedente.

## Formula
Le squadre sono divise in tre fasce secondo il piazzamento ottenuto nella edizione precedente e in modo residuale sulla classifica degli scorsi Campionati di Serie A e B. Le quattordici squadre della prima fascia, accederanno direttamente agli ottavi di finale (tabellone) della seconda giornata. Nel turno preliminare, giocheranno le due società di seconda fascia, che sfideranno le due della terza e le perdenti si sfideranno per stabilire il 17º e 18º posto. Le partite con i vari risultati e gli incroci (squadra vincente-squadra perdente) negli scontri diretti agli ottavi, quarti e semifinali, serviranno per formare la finale e le "finaline" (15º-16º, 13º-14º, 11º-12º, 9º-10º, 7º-8º, 5º-6º, 3º-4º) e stabilire i piazzamenti finali. La squadra vincente della finalissima (1º-2º), si aggiudicherà il trofeo.

## Squadre
|        | Squadra                          |
| ------ | -------------------------------- |
| Rank 1 | ASD Lamezia Beach Soccer         |
| Rank 1 | Cagliari Beach Soccer            |
| Rank 1 | Canalicchio Catania Beach Soccer |
| Rank 1 | Catania Beach Soccer             |
| Rank 1 | Napoli Beach Soccer              |
| Rank 1 | Noname Team Nettuno Beach Soccer |
| Rank 1 | Palazzolo Beach Soccer           |
| Rank 1 | Pisa Beach Soccer                |
| Rank 1 | Romagna Beach Soccer             |
| Rank 1 | Sambenedettese Beach Soccer      |
| Rank 1 | Sicilia Beach Soccer             |
| Rank 1 | Terranova Terracina Beach Soccer |
| Rank 1 | Vastese Beach Soccer             |
| Rank 1 | Viareggio Beach Soccer           |

|        | Squadra                          |
| ------ | -------------------------------- |
| Rank 2 | Atletico Licata Beach Soccer     |
| Rank 2 | Ecosistem Beach Soccer Catanzaro |

|        | Squadra                     |
| ------ | --------------------------- |
| Rank 3 | Genova Beach Soccer         |
| Rank 3 | Virtus Entella Beach Soccer |

## Partite

### Turno preliminare
| Squadra 1       | Risultato | Squadra 2      |
| --------------- | --------- | -------------- |
| 22 maggio 2019  |           |                |
| Atletico Licata | 1 – 7     | Genova         |
| Ecosistem CZ    | 8 – 4     | Virtus Entella |

### Ottavi di finale
| Squadra 1            | Risultato       | Squadra 2      |
| -------------------- | --------------- | -------------- |
| 23 maggio 2019       |                 |                |
| Sport Club Palazzolo | 0 – 8 (a tav.)  | Pisa           |
| Vastese              | 2 – 5           | Lamezia Terme  |
| Canalicchio CT       | 5 – 5 (2-3 dtr) | Sicilia        |
| Viareggio            | 12 – 4          | Romagna        |
| Terracina            | 7 – 0           | Ecosistem CZ   |
| Catania              | 11 – 4          | Genova         |
| Noname Nettuno       | 3 – 12          | Sambenedettese |
| Cagliari             | 3 – 4           | Napoli         |

### Quarti di finale A(1º-8º posto)
| Squadra 1      | Risultato | Squadra 2 |
| -------------- | --------- | --------- |
| 24 maggio 2019 |           |           |
| Lamezia Terme  | 4 – 10    | Viareggio |
| Pisa           | 4 – 7     | Terracina |
| Sambenedettese | 3 – 4     | Catania   |
| Napoli         | 8 – 1     | Sicilia   |

### Quarti di finale B(9º-16º posto)
| Squadra 1            | Risultato       | Squadra 2      |
| -------------------- | --------------- | -------------- |
| 24 maggio 2019       |                 |                |
| Noname Nettuno       | 3 – 5           | Genova         |
| Cagliari             | 3 – 3 (1-3 dtr) | Canalicchio CT |
| Sport Club Palazzolo | 0 – 8 (a tav.)  | Ecosistem CZ   |
| Vastese              | 5 – 5 (3-2 dtr) | Romagna        |

### Semifinali A(1º-4º posto)
| Squadra 1      | Risultato       | Squadra 2 |
| -------------- | --------------- | --------- |
| 25 maggio 2019 |                 |           |
| Viareggio      | 7 – 9           | Terracina |
| Napoli         | 4 – 4 (1-2 dtr) | Catania   |

### Semifinali B(5º-8º posto)
| Squadra 1      | Risultato | Squadra 2      |
| -------------- | --------- | -------------- |
| 25 maggio 2019 |           |                |
| Lamezia Terme  | 4 – 6     | Pisa           |
| Sicilia        | 0 – 8     | Sambenedettese |

### Semifinali C(9º-12º posto)
| Squadra 1      | Risultato | Squadra 2      |
| -------------- | --------- | -------------- |
| 25 maggio 2019 |           |                |
| Ecosistem CZ   | 5 – 3     | Vastese        |
| Genova         | 6 – 2     | Canalicchio CT |

### Semifinali D(13º-16º posto)
| Squadra 1            | Risultato      | Squadra 2 |
| -------------------- | -------------- | --------- |
| 25 maggio 2019       |                |           |
| Noname Nettuno       | 2 – 3          | Cagliari  |
| Sport Club Palazzolo | 0 – 8 (a tav.) | Romagna   |

### Finali

#### Finale 17º-18º posto(andata e ritorno)
| Squadra 1       | Risultato | Squadra 2      |
| --------------- | --------- | -------------- |
| 23 maggio 2019  |           |                |
| Atletico Licata | 5 – 7     | Virtus Entella |

| Squadra 1      | Risultato | Squadra 2       |
| -------------- | --------- | --------------- |
| 24 maggio 2019 |           |                 |
| Virtus Entella | 10 – 3    | Atletico Licata |

#### Finale 15º-16º posto
| Squadra 1      | Risultato      | Squadra 2            |
| -------------- | -------------- | -------------------- |
| 26 maggio 2019 |                |                      |
| Noname Nettuno | 8 – 0 (a tav.) | Sport Club Palazzolo |

#### Finale 13º-14º posto
| Squadra 1      | Risultato | Squadra 2 |
| -------------- | --------- | --------- |
| 26 maggio 2019 |           |           |
| Cagliari       | 4 – 2     | Romagna   |

#### Finale 11º-12º posto
| Squadra 1      | Risultato | Squadra 2 |
| -------------- | --------- | --------- |
| 26 maggio 2019 |           |           |
| Canalicchio CT | 4 – 3     | Vastese   |

#### Finale 9º-10º posto
| Squadra 1      | Risultato | Squadra 2    |
| -------------- | --------- | ------------ |
| 26 maggio 2019 |           |              |
| Genova         | 4 – 6     | Ecosistem CZ |

#### Finale 7º-8º posto
| Squadra 1      | Risultato | Squadra 2 |
| -------------- | --------- | --------- |
| 26 maggio 2019 |           |           |
| Lamezia Terme  | 6 – 4     | Sicilia   |

#### Finale 5º-6º posto
| Squadra 1      | Risultato | Squadra 2      |
| -------------- | --------- | -------------- |
| 26 maggio 2019 |           |                |
| Pisa           | 4 – 6     | Sambenedettese |

#### Finale 3º-4º posto
| Squadra 1      | Risultato       | Squadra 2 |
| -------------- | --------------- | --------- |
| 26 maggio 2019 |                 |           |
| Viareggio      | 6 – 6 (4-3 dtr) | Napoli    |

#### Finale
| Squadra 1      | Risultato   | Squadra 2 |
| -------------- | ----------- | --------- |
| 26 maggio 2019 |             |           |
| Terracina      | 3 – 5 (dts) | Catania   |

## Classifica piazzamenti
| Pos. | Squadra                   |
| ---- | ------------------------- |
|      | Catania                   |
| 2º   | Terracina                 |
| 3º   | Viareggio                 |
| 4º   | Napoli                    |
| 5º   | Sambenedettese            |
| 6º   | Pisa                      |
| 7º   | Lamezia Terme             |
| 8º   | Sicilia                   |
| 9º   | Ecosistem CZ              |
| 10º  | Genova                    |
| 11º  | Canalicchio CT            |
| 12º  | Vastese                   |
| 13º  | Cagliari                  |
| 14º  | Romagna                   |
| 15º  | Noname Nettuno            |
| 16º  | Piazzamento non assegnato |
| 17º  | Virtus Entella            |
| 18   | Atletico Licata           |